# 南福井駅
南福井駅（みなみふくいえき）は、福井県福井市月見一丁目にある、日本貨物鉄道（JR貨物）ハピラインふくい線の貨物駅である。
嶺北地方の鉄道貨物輸送の拠点駅。
また、北陸本線時代には福井駅を始終着とする特急・普通列車の一部編成がこの駅で滞泊する時間帯が設けられていた。

## 歴史
- 1940年（昭和15年）12月1日[3]：福井操車場として開業[1]。
- 1948年（昭和23年）5月10日：専用線発着の車扱貨物の取扱を開始[要出典]。
- 1952年（昭和27年）12月1日：福井操車場を廃止し、南福井駅として開業[1]。福井駅の貨物取扱業務の一部を移管[4]。
- 1960年（昭和35年）12月15日：越美北線開業（越前花堂駅開業[5]）に伴い、当駅構内に越美北線起点が設定される。
- 1987年（昭和62年）4月1日：国鉄分割民営化によりJR貨物の駅となる[4]。越美北線の起点を当駅から越前花堂駅に変更[5]。
- 1999年（平成11年）6月：近江長岡駅（住友大阪セメント伊吹工場）からのセメント輸送廃止[要出典]。
- 2002年（平成14年）12月：本巣駅（住友大阪セメント岐阜工場）からのセメント輸送廃止[要出典]。
- 2021年（令和3年）10月10日：ディーゼル機関車による構内入換作業を終了。翌日11日よりE&S方式による作業へ移行する。

## 駅構造
- 2面のコンテナホーム[6]、荷役線・側線合わせて11線を有する[6]。設備のすべては本線の西側に位置する[6]。また、本線を挟み、上り・下りの貨物着発線が各3本設けられている[6]。
- 営業窓口であるJR貨物福井営業支店を併設する。
- 本線をはさんで向かい側の東側には西日本旅客鉄道（JR西日本）金沢車両区敦賀支所福井派出所がある[2][6]。

## ギャラリー

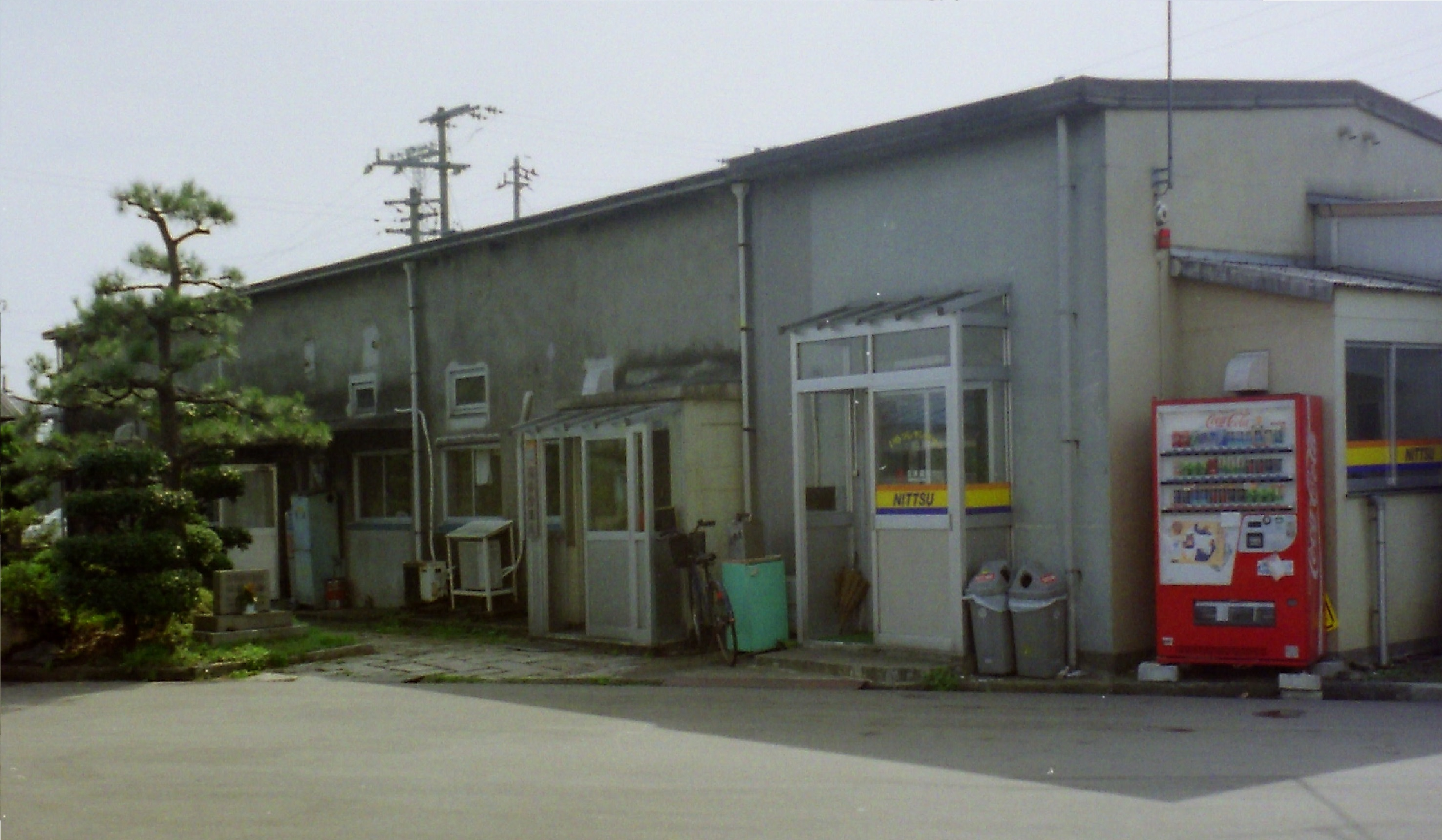
旧・駅事務所や、関連する通運各社の入る撮影当時の駅舎風景。現在は跡地が駐車場で、奥側に新社屋が建っている（1998年10月）
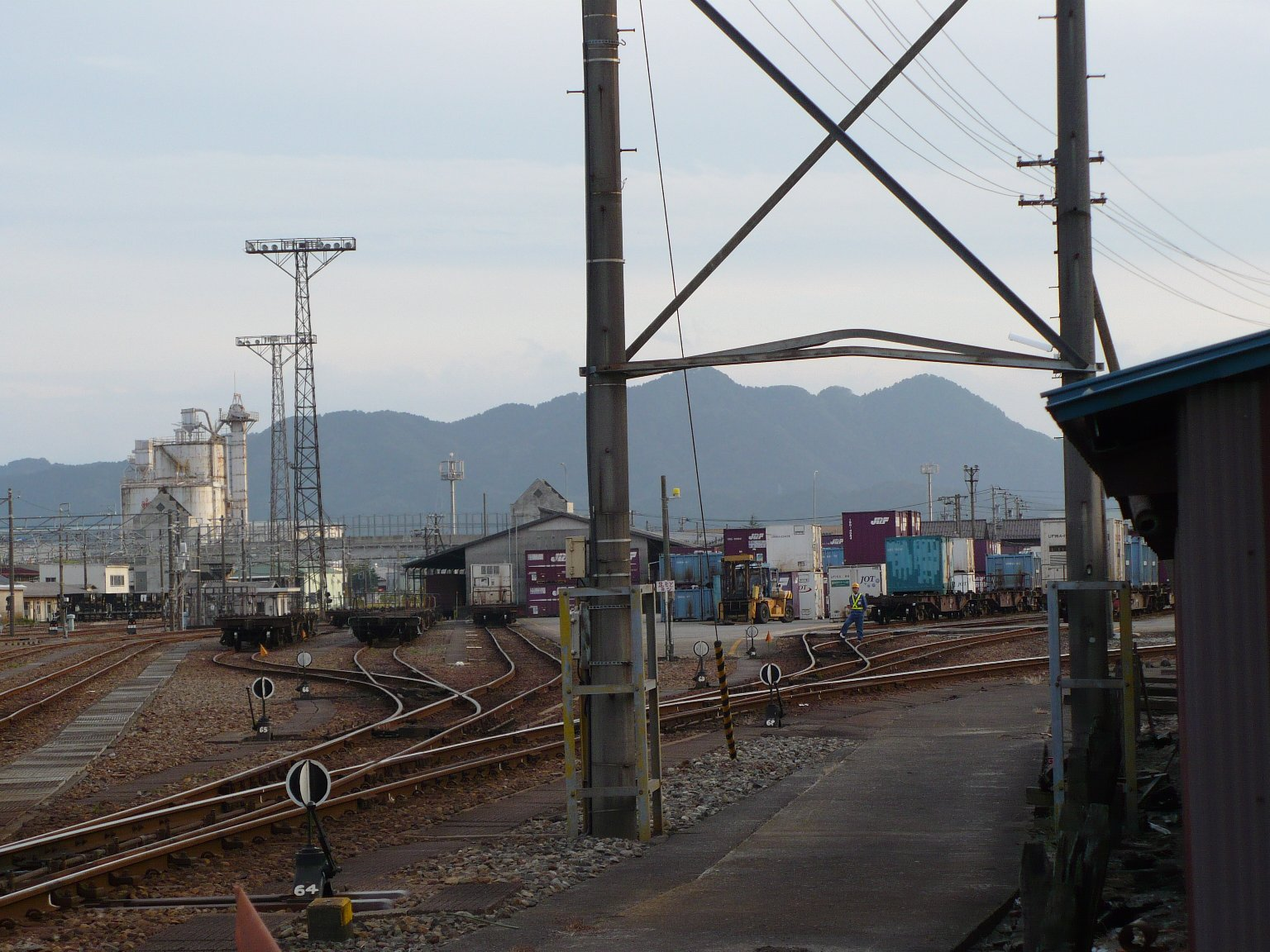
荷役線群（2007年10月）
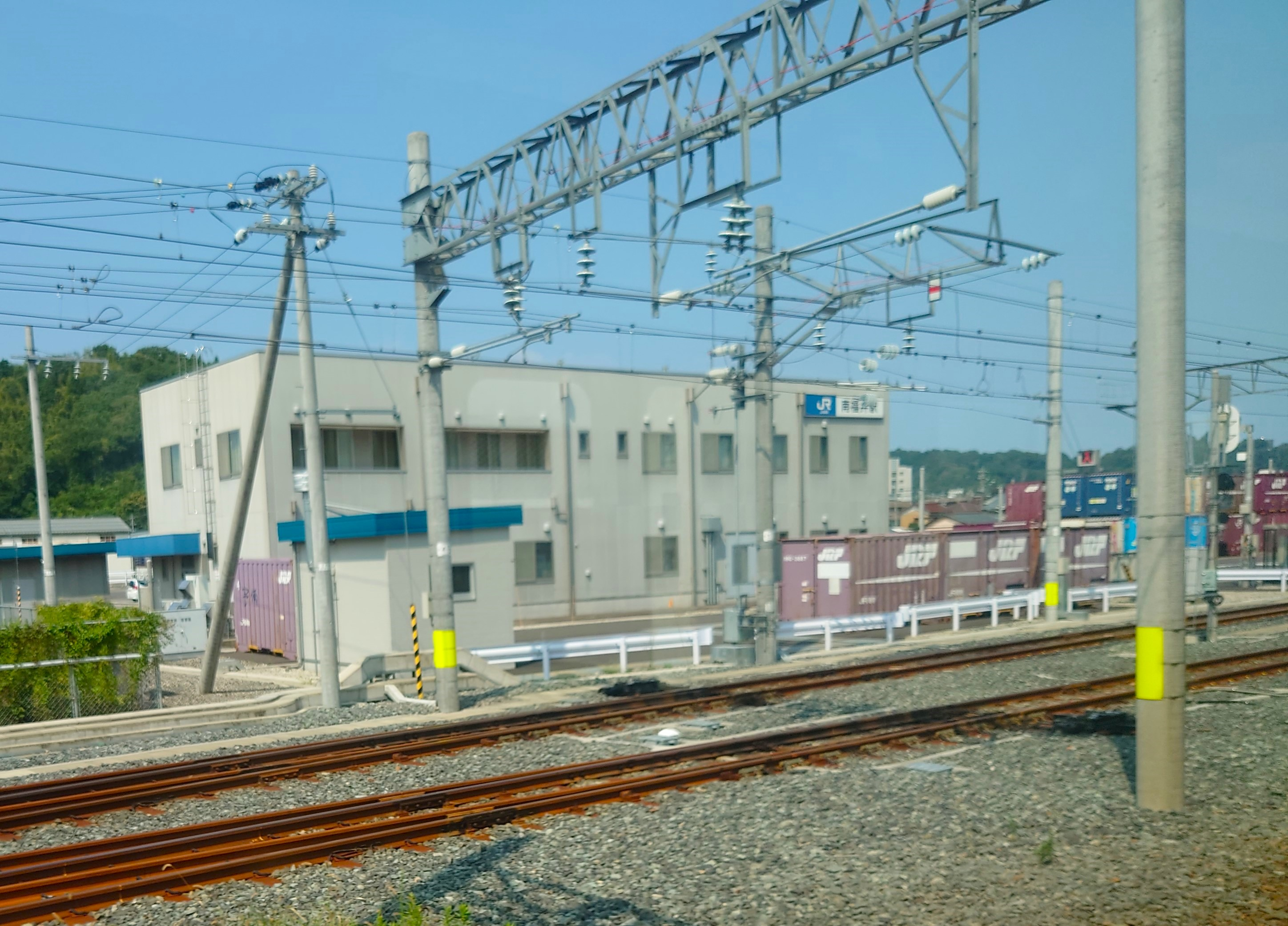
駅舎（線路側から、2024年9月）

## 取扱貨物
- コンテナ貨物
  - 12 ftコンテナ、20 ft、30ft大型コンテナを取り扱うことが出来る。
- 産業廃棄物・特別産業廃棄物の取扱許可を得ている。
- かつては車扱貨物も扱っており、千鳥町駅・浮島町駅からエチレングリコールの到着があった。

## 駅周辺
- 太平洋セメント福井サービスステーション
- 住友大阪セメント南福井サービスステーション
  - 上記2社の持つ専用線が当駅に接続し、工場から発送されたセメントを扱っていた。
- 福井文化服装学院
- めいりんこども園
- 福井花堂郵便局
- 福井鉄道福武線赤十字前駅・花堂駅
- 京福バス「南福井」・「木田町」停留所 - 「南福井」は福井鉄道の福浦線も経由するが、路線再編により福浦線は2024年9月30日をもって運行を終了することが確定している[7]。
- 福井県道229号福井鯖江線（フェニックス通り） - 愛称を制定した道路は「花堂線」や「豊島木田線」や「木田操車場線」がある[8]。当駅付近の道路は福井市道の指定を受けている所が多い[8]。

## その他
国鉄分割民営化までは、越美北線の起点は現在の越前花堂駅でなくこの南福井駅となっており、越前花堂駅に北陸本線（現・ハピラインふくい線）のホームが設けられてからは南福井駅 - 越前花堂駅間が北陸本線と越美北線の両線に属する重複区間となっていた。民営化と同時に当該区間は北陸本線単独区間となったが、実際の越美北線への線路分岐は当駅構内扱いのままだったため、運転取り扱い上では民営化後も当駅が北陸本線と越美北線の境界として扱われていた。

## 隣の駅
日本貨物鉄道（JR貨物）
ハピラインふくい線（日本海縦貫線の一部、旧北陸本線）
（越前花堂駅） - 南福井駅 - （福井駅）
両隣の駅はハピラインふくい・西日本旅客鉄道（JR西日本）の旅客駅である。2024年3月15日までは両駅ともJR西日本のみの駅だったが、翌16日の北陸新幹線金沢 - 敦賀間開業に伴い並行在来線となる北陸本線の同区間がハピラインふくい・IRいしかわ鉄道に経営移管された。